# TYC 8998-760-1
TYC 8998-760-1 (YSES 1) — звезда в созвездии Мухи. Находится на расстоянии 310 световых лет от Солнца.
Звезда до главной последовательности спектрального класса K3IV (оранжевый субгигант) в 265 раз моложе Солнца — ей около 27 млн лет, она находится на начальной стадии эволюции звёзд спектрального класса G2V, таких как Солнце, продолжительность жизни которых составляет примерно 27 млн лет.
Светимость звезды составляет всего 43% от светимости Солнца. Возраст TYC 8998-760-1 согласуется со средним возрастом 15 ± 3 млн лет, вычисленным для группы Нижней Центавра — Южного Креста (Lower Centaurus-Crux, LCC) OB-ассоциации Скорпиона — Центавра, которая представляет собой ассоциацию массивных звезд O- и B-типа.

## Планетная система
У TYC 8998-760-1 на орбите вращаются два газовых гиганта. Планеты были обнаружены в Европейской южной обсерватории с помощью системы  SPHERE телескопа Very Large Telescope, получившей изображения двух планет обращающихся далеко от молодой материнской звезды.
TYC 8998-760-1 b имеет массу в 14 раз превышающую массу Юпитера и радиус 3 RJ от радиуса Юпитера. Она вращается на расстоянии 162 а.е. (24 000 млн км) от родительской звезды.
TYC 8998-760-1 c имеет массу в 6 RJ раз больше Юпитера и обращается на расстоянии 320 а.е. (48 000 млн км) от материнской звёзды.
Планетная система TYC 8998-760-1